# 阿德尔斯霍芬 (中弗兰肯行政区)
阿德尔斯霍芬（德語：Adelshofen，德語發音：[ˈaːdl̩sˌhoːfn̩]）是德国巴伐利亚州的市镇，属于中弗兰肯行政区安斯巴赫县。该市镇总面积为27.18平方千米，截至2023年12月31日总人口为939人。